# Frau Warrens Gewerbe
Frau Warrens Gewerbe ist ein 1959 entstandener, deutsch-schweizerischer Spielfilm nach dem gleichnamigen Theaterstück von George Bernard Shaw. Unter der Regie von Ákos von Ráthonyi spielen Lilli Palmer und O. E. Hasse die Hauptrollen.

## Handlung
Die Geschichte spielt in gesellschaftlich gehobenen Kreisen im England des ausgehenden 19. Jahrhunderts. Frau Warrens Gewerbe ist das älteste der Welt, mit ihm häufte sie ein stattliches Vermögen an. Ihre „Hotels“, von vielen Mitmenschen als moralisch zweifelhaft, um nicht zu sagen anrüchig angesehen, sind zu Treffpunkten zwischen leichten Damen und in jeder Hinsicht schwergewichtigen Herren von Rang aus Wirtschaft, Politik und öffentlichem Leben geworden. Nun hat die vermögende Frau, die einst als Hure in den Slums von London anschaffen ging und ein äußerst schwieriges Verhältnis zu ihrer Mutter  hatte (von der sie, wie man aus Rückblenden erfährt, geschlagen wurde), zu ihren Besitzungen einen prachtvollen Landsitz dazugekauft. Nach langer Zeit der Trennung möchte nun Frau Warren, die sich in Begleitung ihres Geschäftspartners Sir George Crofts befindet, ihre Tochter Vivie wiedersehen. Die junge Dame, die dank Mrs. Warrens Einkünften in den feinsten Internaten erzogen wurde, arbeitet als Innenausstatterin und soll die Einrichtung des Neuerwerbs vornehmen. Ihr zur Seite steht der altehrwürdige Architekt Pread. 
Zwischen Frau Warren und ihrer Tochter herrschte lange Zeit Funkstille, weil man sich über viele Dinge nicht einig war. So weigert sich Mrs. Warren hartnäckig, der braven Vivie Auskunft zu geben, wer ihr Vater ist. Kaum sehen sich die beiden wieder, kommt es in der ersten Nacht zum Streit. Als Vivie nach einem Gespräch mit Mr. Crofts, dem Partner ihrer Mutter, erfährt, womit ihre Mutter Wohlstand aufbaute, ist sie zutief schockiert. Nun scheint das Band zwischen den beiden endgültig zerrissen, zumal der Vater ihrer großen Liebe, Frank Gardner, aufgrund Frau Warrens Gewerbe Einspruch gegen eine Eheschließung seines Sohnes mit Vivie erhebt. Gardner scheint ein Luftikus zu sein, der nicht genau weiß, was er will, versucht er doch die Mutter seiner Liebsten einmal stürmisch zu küssen. Frau Warren wiederum ist verärgert über ihren Kompagnon Crofts, weil er mit Vivie über beider Broterwerb gesprochen hat, und wirft ihn aus ihrem Haus. Schließlich kommt es zum Eklat zwischen Mutter und Tochter. Vivie lässt angewidert das Umfeld ihrer Mutter für immer hinter sich.

## Produktionsnotizen
Frau Warrens Gewerbe entstand im Oktober/November 1959 im Studio Hamburg und wurde am 12. Januar 1960 in Hannover uraufgeführt. Der Film, ein klassisches Dialogstück aus der Feder Shaws, gilt als bekannteste und wichtigste Regiearbeit Ákos von Ráthonyis.
Koppel-Partner Gyula Trebitsch übernahm die Herstellungsleitung, Heinz-Günther Sass die Produktionsleitung. Die Bauten stammen von Herbert Kirchhoff und Albrecht Becker, die Kostüme entwarfen Paul Seltenhammer und Gudrun Hildebrandt. Die Tontechnik lag in den Händen von Werner Schlagge.

## Kritiken
„„In deutsch-eidgenössischer Gemeinschaftswerkelei  … entstand nach dem gleichnamigen Shaw-Stück – laut Propagandazettel – ein "Film für reife Menschen". Darin geht es um die florierenden öffentlichen Häuser der Frau Kitty Warren, deren unzweideutige gesellschaftliche Stellung es ihrer Tochter (Johanna Matz) versagt, in die High Society einzudringen. Die keimfreie Spielleitung Akos von Rathonys ersparte der Freiwilligen Selbstkontrolle jegliche Konflikte und bereicherte den deutschen Kinospielplan mit einem eleganten Lilli-Palmer-Film. Mehr als die Hauptdarstellerin erinnert an Shaw der von O. E. Hasse gespielte aristokratische Freudenhaus-Unternehmer Sir George Crofts – der bühnenerprobte Shaw-Mime ("Der Kaiser von Amerika", "Geliebter Lügner") nutzte seine Rolle zu einer pointierten Bordell-Erläuterungs-Improvisation.““

„Eine unsaubere Geschichte, aber ein sauberer Film, in jedem Sinne auch ein Kostümfilm, was dem pikanten Thema den geschätzten Faltenwurf einer großen Verhüllungsepoche hinzufügt. (…) Der Regisseur Akos von Rathony hat nach dem Drehbuch von Keindorff und Sibelius und Vorarbeiten de Grundwalds eine im konventionellen Rahmen sehr bemühte Filmfassung gefunden, die vielen Kinofreunden die Genugtuung einer gehobenen Unterhaltung bereiten wird. Es gibt ein paar Szenen, die mehr sind, zum Beispiel ein brillantes komödiantisches Solo O. E. Hasses, das insoweit Vergnügen an der von ihm viel zu jovial gezeichneten Croft-Figur zuläßt. Lilli Palmer, diese sensible und sympathische Darstellerin, bemüht sich fast ein wenig vergebens, ihrer Frau Warren so etwas wie ordinäre Härte beizumischen, um ihre Rolle glaubhaft zu machen. (…) Tochter Vivie von Johanna Matz: sauber, aber blaß. Ganz anders der hochbegabte Helmut Lohner als Frank Gardner, ein junger Schauspieler, auf den man Hoffnung setzen darf.“

Im Lexikon des Internationalen Films heißt es: „In den Hauptrollen intensiv gespielte Verfilmung von G.B. Shaws Bürgerschockdrama, das bei der Uraufführung 1893 für einen Skandal sorgte, inzwischen aber reichlich angestaubt wirkt.“